# Verlag Heinrich Ellermann
Der Verlag Heinrich Ellermann, auch als ellermann – der Vorlese-Verlag auftretend, ist ein Imprint für Kinder- und Jugendbücher der Verlagsgruppe Oetinger aus Hamburg.

## Verlagsgeschichte
1934 gründete Heinrich Ellermann den Verlag Heinrich Ellermann als rein literarischen Verlag. Er gab dort seine Literaturzeitschrift Das Gedicht. Blätter für die Dichtung heraus und konzentrierte sich auf moderne Lyrik. Bis in die 1950er Jahre verlegte er aber auch die Reihe Lederstrumpf von James F. Cooper.
Nach dem Zweiten Weltkrieg erhielt Heinrich Ellermann eine der ersten Verlagslizenzen, und er veröffentlichte unter anderem Schulbücher für die Britische Besatzungszone. Bis zu den 1960er-Jahren entwickelte sich der Verlag zu einem reinen Kinder- und Jugendbuch-Verlag.
1967 wurde der Verlag von Christa und Berthold Spangenberg gekauft und als Teil der Nymphenburger Verlagsgruppe weitergeführt. 1992 übernahm der Kösel-Verlag den Verlag Heinrich Ellermann und verkaufte ihn 1999 an die Verlagsgruppe Friedrich Oetinger. Deren Gründer Friedrich Oetinger war von 1938 bis 1946 Leiter der Kinderbuchabteilung des Verlags Heinrich Ellermann.
2002 änderte sich das Programmkonzept, und seitdem konzentriert sich der Verlag auf Bilder- und Vorlesebücher. Im Programm selbst werden vor allem deutschsprachige Autoren verlegt, aber auch Anthologien von beispielsweise Cornelia Funke und Astrid Lindgren veröffentlicht.
Zu seinen erfolgreichsten Publikationen zählen die Reihen Wickie und die starken Männer von Runer Jonsson, Der kleine König, die Little Wingels,  die MAXI-Bilderbuchserie und Petersson & Findus.